# FK Jedinstvo Bijelo Polje
Jedinstvo Bijelo Polje (Montenegrijns: ФК Јединство Бијело Поље) is een in 1922 opgerichte voetbalclub uit Bijelo Polje, Montenegro. 
Nadat Montenegro zich in 2006 afsplitste van Servië werd er door de nieuwe nationale Montenegrijnse voetbalbond een eigen competitiesysteem ingericht. In het seizoen 2005/06 speelde de club in de Superliga, de hoogste competitie van de confederatie Servië en Montenegro, en was zo automatisch geplaatst voor de Eerste Liga, het hoogste niveau in Montenegro. In het eerste seizoen werd de club voorlaatste en speelde in de eindronde om lijfsbehoud, maar verloor daarin van tweedeklasser Bokelj Kotor en degradeerde. Het seizoen erop versloeg Jedinstvo Bokelj in de eindronde en keerde terug naar de hoogste klasse. Na één seizoen moest de club echter opnieuw een stap terugzetten. In 2012 werd opnieuw promotie via play-off naar de hoogste divisie afgedwongen maar na een jaar degradeerde de club weer naar de Druga Crnogorska Liga. In 2016 en 2022 promoveerde de club weer.
Arsenal Tivat ·
Bokelj ·
Budućnost · 
Dečić ·
Jedinstvo Bijelo Polje ·
Jezero · 
Mladost Donja Gorica ·
Mornar ·
Petrovac · 
Sutjeska Nikšić ·